# Barbara Cochranová
Barbara Ann Cochranová (* 4. ledna 1951, Claremont) je bývalá americká alpská lyžařka. Na olympijských hrách v Sapporu roku 1972 vyhrála závod ve slalomu (s nejmenším náskokem v olympijské historii: 0,02 sekundy). Nejlepšího výsledku na mistrovství světa dosáhla v roce 1970, kdy na šampionátu ve Val Gardeně skončila ve slalomu druhá. Ve světovém poháru dosahovala také nejlepších výsledků ve slalomu, v němž byla v roce 1970 celkově druhá a o sezónu později třetí. Vyhrála v seriálu světového poháru tři závody a 18krát stála na stupních vítězů. Je dvojnásobnou mistryní USA. Pochází ze slavné lyžařské rodiny, její vlastní syn Ryan Cochran-Siegle se stal také alpským lyžařem a získal stříbro na hrách v Pekingu roku 2022. Po ukončení závodní kariéry vystudovala vysokou školu ve Vermontu, provdala se a vydala knihu Skiing for Women (Lyžování pro ženy). Poté začala psát pro deník The Washington Post. Založila výukovou společnost Golden Opportunities in Sports, Business, and Life, která učí zájemce, jak zvládat tlak konkurence. V roce 1976 byla uvedena do americké Národní lyžařské síně slávy.